# Nickelin (Legierung)
Als Nickelin wird eine Kupfer-Legierung mit einem Anteil von 30 % Nickel und 3 % Mangan bezeichnet. Die technische Kurzbezeichnung lautet CuNi30Mn. Eng verwandt ist Isabellin. Gelegentlich wird auch Neusilber – allerdings nicht korrekt – als Nickelin bezeichnet.
Nickelin hat einen Schmelzpunkt von 1180 °C, eine Dichte von 8800 kg/m3 (8,8 g/cm3) und eine Zugfestigkeit von 400 MPa (Normtemperatur, weichgeglüht).
Aufgrund seiner besonderen Korrosions- und Zunderbeständigkeit, einem relativ niedrigen spezifischen elektrischen Widerstand sowie einem niedrigen Temperaturkoeffizienten desselben wird Nickelin überwiegend im Bereich der Elektrotechnik verwendet, wo es in Form von Drähten, Bändern und Blechen zu Widerständen aller Art und als Heizleiterlegierung zu Wärmekabeln bzw. Heizdrähten verarbeitet wird.

## Weiterführend
Heizleiterlegierung